# یرواند یرکانیان
یرواند واهانی یرکانان (ارمنی: Երվանդ Վահանի Երկանյան؛  زادهٔ ۱۵ نوامبر ۱۹۵۱) آهنگساز، ویولون‌نواز اهل ارمنستان است.

## زندگی‌نامه
وی در ۱۵ نوامبر ۱۹۵۱ در لنیناکان به دنیا آمد و از کنسرواتوار دولتی کومیتاس ایروان فارغ‌التحصیل گشت. وی در کنسرواتوار دولتی کومیتاس ایروان فعالیت می‌کند. همچنین برندهٔ جوایزی همچون چهره هنری شایسته جمهوری ارمنستان (۲۰۱۱)، مدال موسس خورناتسی و مدال طلای وزارت فرهنگ جمهوری ارمنستان (۲۰۱۶) شده‌است.